# Точки Аполлония

Точки Аполлония выделены зелёным

Точки Аполлония (иногда изодинамические центры) — две такие точки, расстояние от которых до вершин треугольника обратно пропорциональны сторонам, которые противолежат этим вершинам.

## Свойства
- Точки Аполлония это центры инверсии, которые преобразуют данный треугольник в равносторонний треугольник.
- Окружности, построенные как на диаметре на отрезке, соединяющем основания внутренней и внешней биссектрисы, выпущенных из одного угла, проходят через точки Аполлония.
- Точки Аполлония лежат на прямой, соединяющей центр описанной окружности с точкой Лемуана. Эта прямая называется осью Брокара.
- Подерные треугольники точек Аполлония правильные (иногда это свойство принимается за определение).
- Последнее свойство можно сформулировать иначе: три ортогональные проекции точек Аполлония на стороны данного треугольника являются вершинами правильного треугольника.
- Точки Аполлония изогонально сопряжены точкам Торричелли.
- Построим две прямые, каждая из которых проходит через точку Аполлония и точку Торричелли, отличную от изогонально сопряжённой ей. Такие прямые пересекутся в точке пересечения медиан (в центроиде треугольника).

Окружность и точка Парри. (G — центроид, а J и K являются точками Аполлония треугольника ABC)

- Пусть ABC — треугольник на плоскости. Окружность, проходящая через центроид и две точки Аполлония треугольника ABC, называется окружностью Парри треугольника ABC (на рисунке справа она красная). Она также проходит через точку Парри (красная точка в черном кольце).
- Рассмотрим три сферы, касающиеся плоскости в точках {\displaystyle A,B,C} и друг друга внешним образом. Если радиусы этих сфер равны {\displaystyle x,y,z}, то {\displaystyle AB={\sqrt {xy}}} и т. д. Поэтому две сферы касающиеся трёх данных и плоскости, будут касаться плоскости в точках Аполлония.
- Кубика  Нойберга — множество таких точек {\displaystyle X}, что {\displaystyle XX'\parallel OH} — прямой Эйлера (зафиксирована её бесконечно удалённая точка). На этой кубике лежит более 15 замечательных точек, в частности, точки Торричелли, Аполлония, ортоцентр, центр описанной окружности, вершины правильных треугольников, построенных на сторонах (внешним или внутренним образом), точки, симметричные вершинам относительно сторон, две точки Ферма, две изодинамические точки, бесконечную точку Эйлера, а также лежащие на всех кубиках центры вписанной и вневписанных окружностей. В списке кубик плоского треугольника Берхарта Гиберта кубика Нейберга значится как K001[2].